# 明日に向かって走れ! (ネプチューンの曲)
『明日に向かって走れ!』（あしたにむかってはしれ!）は、ネプチューンが歌手として2枚目のシングル。1999年3月3日発売。

## 概要
「明日に向かって走れ!」は、バラエティ番組『空飛ぶ!ネプTビビ』（フジテレビ系列）のオープニングテーマとして採用。
シンガーソングライターでかつプロデューサーの寺岡呼人は、1999年4月21日にリリースしたシングルCD『ブランニュージェネレーション』のカップリング曲として、本楽曲をセルフカバーしている。

## 収録曲
- 全作詞：寺岡呼人／作曲・編曲：寺岡呼人・藤井謙二

1. 明日に向かって走れ!
2. パノラマ
3. 明日に向かって走れ!（Instrumental）